# 赵跃宇
赵跃宇（1961年9月—），男，湖南南县人，中国力学家、教授、博士生导师，曾任广西大学校长、湖南大学校长。

## 生平
1983年6月，毕业于湘潭大学固体力学专业，获学士学位。1987年6月，毕业于北京理工大学一般力学专业，获硕士学位，同年进入湖南大学任教。历任湖南大学工程力学系副主任、科技处副处长、科技处处长、研究生部主任、研究生院常务副院长、院长。1996年，晋升为教授。2000年6月，毕业于湖南大学结构工程专业，获博士学位。2001年，任湖南大学副校长。2011年9月15日，任湖南大学校长。2011年底，当选为湖南省科协副主席。2016年1月，卸任湖南大学校长。
2017年2月，任广西大学校长。2018年1月，当选第十三届全国政协委员。2022年4月，卸任广西大学校长。

## 奖项
1999年获机械工业部科技进步二等奖，2007年获教育部自然科学奖一等奖，2008年获湖南省科技进步一等奖。